# Mogelpackung

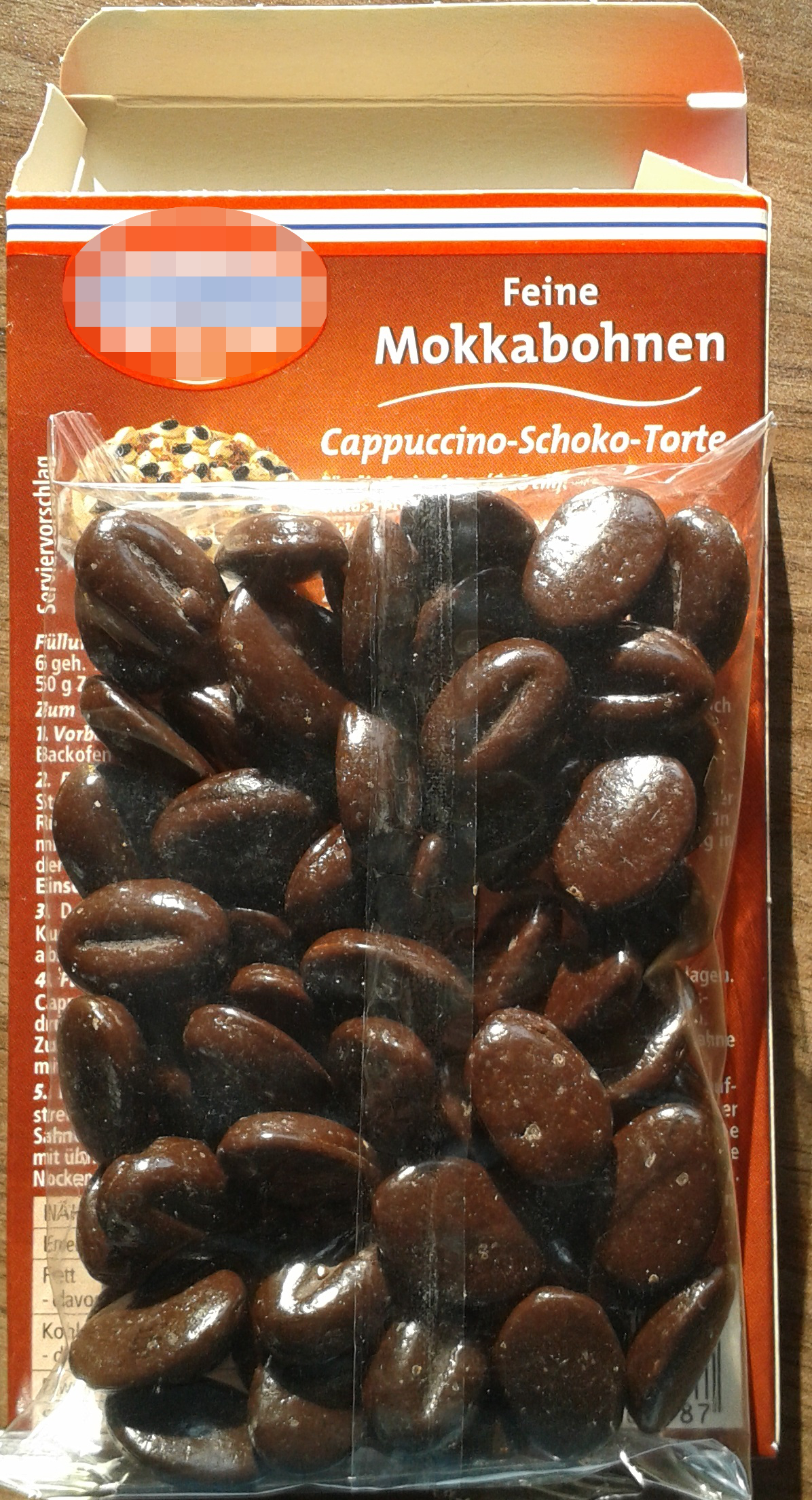
Produkt, bei dem die Verpackung wesentlich größer ist als der tatsächliche Inhalt

Mogelpackung nennt man umgangssprachlich eine Verpackung für ein Konsumprodukt, die über die wirkliche Menge oder Beschaffenheit des Inhalts hinwegtäuscht. Im übertragenen Sinn wird der Begriff für ein Angebot verwendet, hinter dem sich weniger oder anderes verbirgt, als es den Anschein hat. Dazu zählen Verbrauchertäuschungen durch Preiserhöhungen bei gleicher Packungsgröße oder geringeren Füllmengen und mehr Luft bei gleicher Packungsgröße.

## Deutschland
In § 43 Mess- und Eichgesetz sind die Anforderungen an Fertigpackungen geregelt. Fertigpackungen müssen so gestaltet und befüllt sein, dass sie „keine größere Füllmenge vortäuschen, als in ihnen enthalten ist“. Falls doch eine größere Füllmenge vorgetäuscht wird, kann man von einer Mogelpackung sprechen. Die Fertigpackungsverordnung enthält Einzelheiten zur Bemessung des Inhalts.
Aus Gründen des Verbraucherschutzes ist eine Verpackung nicht zulässig, wenn die Füllmenge einer undurchsichtigen Fertigverpackung von dem Fassungsvermögen des Behälters um mehr als 30 % abweicht – mit anderen Worten: Wenn die Verpackung zu rund einem Drittel Luft enthält. Davon ausgenommen sind Fälle, wo die Abweichung produktbedingt oder technisch unumgänglich ist.
In Deutschland ist die Mogelpackung des Jahres ein seit 2014 jährlich von der Verbraucherzentrale Hamburg vergebener Negativpreis, der an Produkte geht, die durch versteckte Preiserhöhungen oder irreführende Verpackungen die Verbraucher täuschen.

## Österreich
In Österreich existierte in den 1970er Jahren eine Norm, welche eine Mogelpackung wie folgt definierte:

„Dies ist eine Packung, die einen größeren Füllinhalt vortäuscht, als in ihr enthalten ist, ohne daß technische Gründe der Abfüllung, die Eigenart des abgefüllten Produktes oder vertretbare Rationalisierungsgründe sowie verpackungstechnische Notwendigkeiten die Verwendung größerer Packmittel erfordern.“

Im Jahre 1975 arbeitete die österreichische Verpackungsindustrie in einem gemeinsamen Projekt mit der Hochschule für Welthandel in Wien an Richtlinien zur Vermeidung von Mogelpackungen, u. a. um „den nicht notwendigen beziehungsweise unwirtschaftlichen Verpackungsaufwand im Zeichen der Rohstoff- und Energieengpässe zu vermeiden, um so auch einen zusätzlichen aktiven Beitrag zum Umweltschutz auf dem Gebiete des Verpackungswesens zu leisten“. Man plante, das Ergebnis in eine Norm umzusetzen, „wodurch eine wirksame Handhabe vorhanden wäre, allfällige Mißbräuche, bei denen zu groß dimensionierte Packungen den Verbraucher täuschen oder gar schädigen, abzustellen“.
In Österreich gibt es jedoch aktuell keine mit Deutschland vergleichbare Verordnung. – Herstellern steht es grundsätzlich frei zu entscheiden, in welchen Mengen sie ihre Ware anbieten. Für zahlreiche Konsumenten stellt das Missverhältnis zwischen großer Verpackung und geringem Inhalt ein Ärgernis dar. Viele wenden sich in dieser Sache an den Verein für Konsumenteninformation (VKI). Der VKI veröffentlicht in der Rubrik „Lebensmittelcheck“ regelmäßig Beispiele für Mogelpackungen. Auch die Arbeiterkammer Vorarlberg thematisiert – mit Hilfe der Konsumenten – Mogelpackungen und veröffentlicht Informationen zu diesem Thema.

## Vereinigte Staaten
In den USA sind Mogelpackungen (dort bezeichnet als slack fill, d. h. in etwa „lose Füllung“) Gegenstand zahlreicher und (Stand 2019) zunehmender Sammelklagen gegen Nahrungsmittelhersteller, oft durch darauf spezialisierte Anwälte. Teilweise wird dies auch durch District Attorneys (lokale Staatsanwälte) verfolgt, so zahlten etwa 2019 die zu Lindt & Sprüngli gehörenden Schokoladenhersteller Ghirardelli und Russell Stover 750.000 US-Dollar Strafe für „überwiegend leere“ Verpackungen.

## Verdeckte Preiserhöhung
Zahlreiche Firmen vermindern Größe oder Inhalt des Produktes, ohne den Preis zu senken. In der Regel ist das vom Käufer nicht oder kaum erkennbar. Die spanische Verbraucherschutzorganisation Organización de Consumidores y Usuarios (OCU) nennt diese Praxis Reduflation (in Anlehnung an Inflation), üblicher ist jedoch der Begriff Shrinkflation.